# Daphnella diluta
Daphnella diluta é uma espécie de gastrópode do gênero Daphnella, pertencente à família Raphitomidae.